# Cos Lliure de Dinamarca

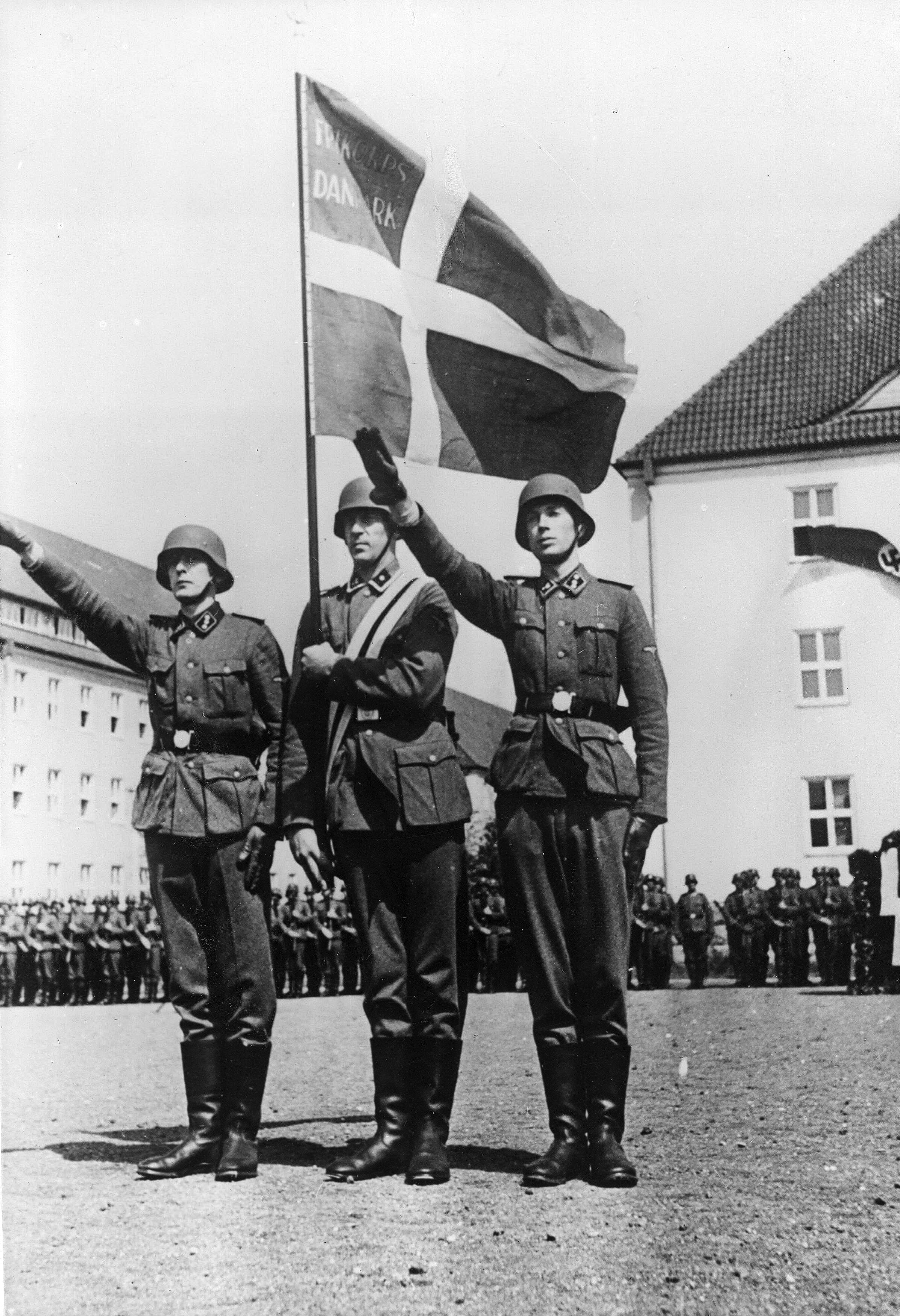
Membres del Cos Lliure de Dinamarca prestant jurament, juliol de 1941.

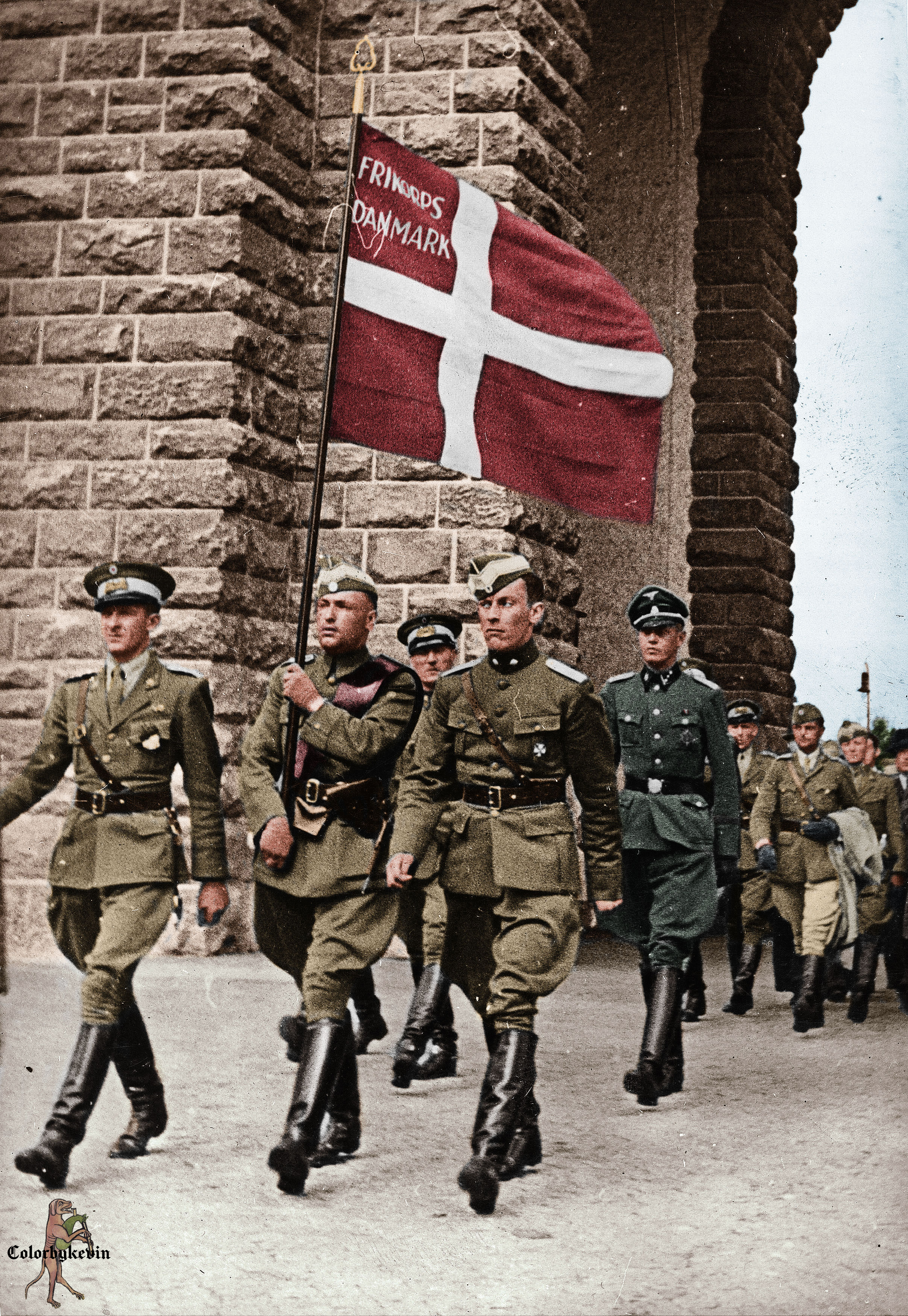
Cos Lliure Dinamarca marxant a Alemanya amb la bandera de la unitat i el Brigadeführer Christian Peder Kryssing (1941, (acolorida)).

El Cos Lliure de Dinamarca (en danès: Frikorps Danmark) va ser una unitat de les Waffen-SS durant la Segona Guerra Mundial formada per voluntaris col·laboracionistes danesos. Fou establerta arran d'una iniciativa del Partit Nacional Socialista dels Treballadors de Dinamarca (DNSAP) immediatament després de la invasió alemanya de la Unió Soviètica el juny de 1941 i posteriorment avalat pel govern de Dinamarca que va autoritzar els oficials de l'Exèrcit Reial Danès a allistar-se a aquesta unitat. Va participar en combats al front oriental i va ser dissolta el 1943. Durant el transcurs de la guerra, aproximadament 6.000 danesos es van allistar al cos, inclosos 77 oficials de l'Exèrcit Reial Danès.

## Cosntitució
Alemanya i Dinamarca van signar a Berlín un tractat de no agressió el 31 de maig de 1939. Alemanya va invocar aquest tractat el 9 d'abril de 1940, quan va ordenar l'ocupació militar de Dinamarca amb l'aparença de protegir els danesos de la invasió britànica. Davant d'un potencial bombardeig aeri alemany, el rei Cristià X i el govern danès van acceptar la "protecció del Reich" i van permetre l'"ocupació pacífica" del país a canvi de la independència política nominal. Els danesos van iniciar una política de col·laboració que incloïa el suport diplomàtic i econòmic d'Alemanya. El diplomàtic alemany Cécil von Renthe-Fink va ser acreditat davant el rei com a Reichsbevollmächtigter ("plenipotenciari imperial") i encarregat amb la tasca de supervisar el govern danès.
Al començament de la invasió alemanya de la Unió Soviètica el 1941, Alemanya va demanar a Dinamarca que formés un cos militar per lluitar amb els alemanys contra els soviètics. El 29 de juny de 1941, set dies després de l'inici de la invasió, el diari del Partit Nacional Socialista dels Treballadors de Dinamarca, Fædrelandet ("La Pàtria"), va proclamar la creació del Cos Lliure de Dinamarca. El ministre d'Afers Exteriors danès, Erik Scavenius, va signar un acord amb el plenipotenciari imperial Cécil von Renthe-Fink que els oficials i soldats de l'Exèrcit Reial Danès que volguessin unir-se a aquest cos tindrien permís i es permetria conservar el seu rang. El gabinet danès va emetre un anunci afirmant que "el tinent coronel Christian Peder Kryssing, cap del 5è regiment d'artilleria, Holbæk, ha assumit el comandament del Cos Lliure de Dinamarca amb el consentiment del govern reial danès". El Cos Lliure de Dinamarca va ser una de les "quatre legions nacionals" establertes per les Waffen-SS el 1941. El nombre inicial de reclutes acceptats el 1941 va ser de 1.164 homes.
Actualment es qüestiona el paper del govern danès en la formació del Cos Lliure Dinamarca, ja que algunes autoritats sostenen que el Cos era diferent de la resta d'unitats voluntàries perquè portava el reconeixement oficial del govern d'origen. Mentre que altres sostenen que si bé el govern danès podria haver reconegut la formació del cos, ell mateix no va formar el cos.

## Operacions
Amb uns 1.000 reclutes inicials, el cos va ser enviat a la caserna de Langenhorn al nord d'Hamburg per a l'entrenament bàsic a finals de juliol de 1941. Un cop es va considerar que estava preparat per a l'acció, el 15 de setembre es va enviar a Owińska, Polònia.
El comandant Kryssing va ser destituït el febrer de 1942 per una adhesió ideològica insuficient al nazisme. Va ser traslladat a l'artilleria on va acabar la seva carrera com a general. Christian Frederik von Schalburg va substituir Kryssing com a líder del Cos Lliure de Dinamarca. Von Schalburg era un aristòcrata danès-rus, anticomunista i membre del DNSAP que havia rebut una educació militar al cos de cadets del tsar i va viure a Rússia fins a la Revolució d'Octubre de 1917 quan va fugir amb la seva família a Dinamarca.
El 8 de maig de 1942, el cos va rebre l'ordre d'anar a primera línia lluitant a prop de Demyansk, al sud del llac Ilmen i Nóvgorod. Schalburg va ser assassinat durant la nit del 2 de juny. El seu substitut alemany, Hans Albert von Lettow-Vorbeck, va ser mort només uns dies després. L'11 de juny, l'oficial danès Knud Børge Martinsen va prendre el comandament del Cos.
El Cos va tornar a Dinamarca d'agost a octubre de 1942 i es va trobar amb molta hostilitat per part de la població civil. El 13 de novembre va ser assignat a Jelgava a Letònia. Originalment destinat a activitats antipartidàries. Al desembre, va participar en intensos combats a la batalla de Velíkie Luki al costat de la 1a Brigada d'Infanteria SS.
El Cos va ser retirat de la línia de front l'abril de 1943 i enviat a la ciutat bavaresa de Grafenwöhr, prop de Nuremberg. Fou  dissolt formalment el 6 de maig de 1943, i es va reformar com a SS-Panzergrenadier-Regiment 24 "Danmark" integrant-se a la recentment formada 1. SS-Freiwilligen Panzergrenadier-Division "Nordland". Tornant a Dinamarca el febrer de 1943, Knud Børge Martinsen va fundar el Germansk Korpset, una formació paramilitar afiliada a les Waffen-SS amb el nom de SS-Schalburgkorps que va ser utilitzat per aixafar la resistència danesa amb atacs violents i assassinats contra figures de l'oposició, inclòs el dramaturg danès Kaj Munk. El Germansk Korpset es va nodrir especialment d'antics soldats que havien servit al front oriental, el que va provocar un debilitament del DNSAP.

## Membres
S'estima que aproximadament 6.000 danesos van servir al Cos Lliure de Dinamarca.
Un estudi de 1998 explica que el perfil de voluntari era el d'un membre del DNSAP i/o membre de la minoria alemanya de Dinamarca, i que el reclutament era molt ampli socialment. L'historiador danès Bo Lidegaard assenyala que: «La relació entre la població i el cos era freda, i els legionaris amb permís una vegada i una altra es barallaven amb civils que es trobaven amb els voluntaris del Cos amb un menyspreu massiu». Lidegaard dóna les següents xifres per al 1941: 6.000 ciutadans danesos s'havien inscrit i van ser aprovats per a l'exèrcit alemany i 1.500 d'aquests pertanyien a la minoria alemanya de Dinamarca.

## Comandants
La llista de comandants:
- SS-Obersturmbannführer Christian Peter Kryssing. 19 juliol 1941 – 23 febrer 1942†
- SS-Obersturmbannführer Knud Børge Martinsen. 23 febrer 1942 - 27 febrer 1942 (en funcions)
- SS-Obersturmbannführer Christian Frederik von Schalburg. 1 març 1942 – 2 juny 1942†
- SS-Obersturmbannführer Knud Børge Martinsen. 2 juny 1942 - 9 juny 1942 (en funcions)
- SS-Obersturmbannführer Hans von Lettow-Vorbeck. 9 juny 1942 – 11 juny 1942†
- SS-Obersturmbannführer Knud Børge Martinsen. 11 juny 1942 – 21 març 1943
- SS-Sturmbannführer Poul Neergaard-Jacobsen. 21 març 1943 – 20 maig 1943